# Бузенбаум, Герман
Герман Бузенбаум (нем. Hermann Busenbaum (Busembaum); 1600—1668) — немецкий теолог-иезуит, известен своей теорией морали.

## Биография
Герман Бузенбаум родился 19 сентября 1600 года в городке Ноттульн на территории нынешней земли Северный Рейн-Вестфалия.
С 1640 года преподавал в городе Кёльне этику, впоследствии был ректором иезуитской коллегии в Мюнстере.
Герман Бузенбаум получил широкую известность прежде всего как автор труда «Medulla theologiae moralis», который переиздавался более пятидесяти раз (Мюнстер, 1645; Лувен, 1846, новое издание, в 2 томах и др.) и бывшего в употреблении практически во всех иезуитских семинариях.
Однако папство осудило многие положения этой книги; во многих католических странах она была запрещена. После того, как, основываясь на нравственных правилах этого трактата (разрешавших, в частности, цареубийство), француз Робер-Франсуа Дамьен совершил дерзкое покушение на жизнь Людовика XV, в результате которого король был ранен, книга Бузенбаума была осуждена тулузским парламентом и сожжена.
Герман Бузенбаум умер 31 января 1668 года в городе Мюнстере